# Bomazi
Bomazi, è un essere di cui si racconta nella mitologia dei Bushongo dello Zaire in occasione della nascita del loro popolo.

## Nel mito
Durante un suo viaggio Bomazi incontrò una coppia di anziani, a loro presagì il futuro: avrebbero avuto un figlio. In seguito fu lo stesso Bomazi a sposare la bambina avuta dai due signori, da quell'unione nacquero cinque figli, tra i quali Woto e Moelo. La discendenza di Woto originò il popolo dei Bushongo.